# Cristian Manea
Cristian Marian Manea (Constanța, 9 augustus 1997) is een Roemeens voetballer die doorgaans als centrale verdediger speelt. Hij verruilde Viitorul Constanța in juli 2014 voor Apollon Limasol. Manea debuteerde in 2014 in het Roemeens voetbalelftal.

## Clubcarrière
Manea doorliep de jeugdopleiding van Viitorul Constanța. Hij maakte in het seizoen 2013/14 zijn debuut in de Liga 1.

## Clubstatistieken
| Seizoen | Club                    | Competitie    | Competitie | Competitie | Beker | Beker | Internationaal | Internationaal | Totaal | Totaal |
| Seizoen | Club                    | Competitie    | Wed.       | Dlp.       | Wed.  | Dlp.  | Wed.           | Dlp.           | Wed.   | Dlp.   |
| ------- | ----------------------- | ------------- | ---------- | ---------- | ----- | ----- | -------------- | -------------- | ------ | ------ |
| 2013/14 | Viitorul Constanța      | Liga 1        | 5          | 0          | 0     | 0     | —              | —              | 5      | 0      |
| 2014/15 | Apollon Limasol         | A Divizion    | —          | —          | —     | —     | —              | —              | 0      | 0      |
| 2014/15 | → Viitorul Constanța    | Liga 1        | 26         | 2          | 3     | 0     | —              | —              | 29     | 2      |
| 2015/16 | → Royal Excel Moeskroen | Eerste klasse | 7          | 0          | 2     | 0     | —              | —              | 9      | 0      |
| 2016/17 | → Royal Excel Moeskroen | Eerste klasse | 7          | 0          | 1     | 0     | —              | —              | 8      | 0      |
| 2017/18 | → CFR Cluj              | Liga 1        | 35         | 0          | 0     | 0     | —              | —              | 22     | 0      |
| 2018/19 | → CFR Cluj              | Liga 1        | 34         | 1          | 4     | 0     | 5              | 0              | 43     | 1      |
| Totaal  | Totaal                  | Totaal        | 114        | 3          | 10    | 0     | 5              | 0              | 129    | 3      |

Bijgewerkt t/m 20 januari 2018

## Erelijst
| Liga 1             | 2 | 2017/18, 2018/19 |
| Supercupa României | 1 | 2018             |

## Interlandcarrière
Manea was aanvoerder bij Roemenië –17, waarvoor hij zes interlands speelde. Op 31 mei 2014 maakte hij zijn debuut in het Roemeens voetbalelftal, in een oefeninterland tegen Albanië (0–1 winst).